# Hildegard Löwy
Hildegard Löwy, née le 4 août 1922 à Berlin, est une résistante juive allemande et opposante au nazisme. Elle est morte guillotinée le 4 mars 1943, à Berlin, à la prison de Plötzensee.

## Biographie
Hildegard Löwy naît à Berlin le 4 août 1922. Elle grandit avec ses parents, Käte Igel et Erich Löwy, et sa sœur cadette, Eva Löwy, dans le quartier de Berlin-Schöneberg. Lors de la Première Guerre mondiale, son père prend part au conflit en tant que soldat de première ligne au sein de l'armée allemande.
Enfant, Hildegard Löwy est victime d'un accident dans lequel elle perd son bras droit. Ce handicap aurait été un frein à son immigration vers la Palestine à la fin des années 1930.
En 1940, elle obtient son diplôme d'études secondaires au sein de la dernière école secondaire juive encore autorisée à Berlin. Hildegarde Löwy intègre ensuite l'Académie des arts graphiques appliqués de la communauté juive. Elle mène un scolarité brillante jusqu'à ce que l'académie soit fermée sur ordre des autorités nazies. À partir du 2 avril 1941, elle devient assistante de bureau bénévole pour l'Association culturelle juive de Berlin. Le 13 juillet 1942, elle accepte un emploi de bureau chez Wolfgang Schulz, une entreprise dont le siège se trouve dans la Kulmacherstrasse à Berlin.

## Engagement politique
Hildegard Löwy est membre du mouvement de jeunesse sioniste de gauche Hashomer Hatzaïr depuis les années 1930 jusqu'à l'interdiction du mouvement en 1938. Elle est également active, avec une centaine d'autres juives et juifs communistes, socialistes ou sionistes de gauche, comme Heinz Joachim, Marianne Joachim ou encore Lothar Salinger, au sein du groupe Baum ou Herbert Baum, en référence à un de ses fondateurs. Le groupe Baum est notamment actif dans la diffusion clandestine de tracts et de journaux antinazis. 

## Arrestation et condamnation à mort
Le 15 juillet 1942, elle est arrêtée par la Gestapo. L'arrestation fait suite à un incendie criminel ayant eu lieu le 18 mai 1942 et visant l'exposition de propagande antisoviétique nazie Das Sowjet-Paradies. Cette exposition, organisée entre le 8 mai et le 21 juin 1942 au Lustgarten de Berlin, avait pour but de montrer « la pauvreté, la misère, la dépravation et la détresse » des nations de l'Union soviétique sous domination judéo-bolchevique et de justifier ainsi la guerre contre l'Union soviétique. L'incendie criminel en question n'a causé que peu de dégâts mais a servi de prétexte pour justifier l'arrestation d'un nombre relativement important d'individus, identifiés comme membres du groupe Baum. Parmi les personnes arrêtées, au moins 33 sont exécutées. 
Hildegarde Löwy reste près de six mois au sein du centre pénitencier de Moabit avant d'être jugée. Le 2 décembre 1942, elle fait une tentative d'évasion qui échoue en raison, notamment, de son handicap physique. Le procès d'Hildegard Löwy a lieu le 10 décembre 1942 devant le « tribunal du peuple », institution créée en 1934 par le régime nazi pour permettre au gouvernement de traiter les « délits politiques » portant atteintes à la sûreté de l’État. Au cours de cette journée, neuf condamnations à mort pour trahison communiste organisée furent prononcées contre Heinz Rotholz (de), Heinz Birnbaum, Hella Hirsch, Hanni Meyer (en), Marianne Joachim, Lothar Salinger (en), Helmut Neumann (en), Siegbert Rotholz (de) et Hildegard Löwy. Tous furent décapités à Berlin-Plötzensee le 4 mars 1943,.